# Enchophora subviridis
Enchophora subviridis är en insektsart som beskrevs av William Lucas Distant 1887. Enchophora subviridis ingår i släktet Enchophora och familjen lyktstritar. Inga underarter finns listade i Catalogue of Life.